# Notommata aurita
Notommata aurita är en hjuldjursart som först beskrevs av Müller 1786.  Notommata aurita ingår i släktet Notommata och familjen Notommatidae. Inga underarter finns listade i Catalogue of Life.